# Jurij Bilonoh
Jurij Hryhorovyč Bilonoh (ukrajinsky Юрій Григорович Білоног; rusky Юрий Григорьевич Белоног – Jurij Grigorjevič Belonog; * 9. března 1974 Bilopillja) je bývalý ukrajinský atlet, halový mistr světa a mistr Evropy ve vrhu koulí.

## Kariéra
Jeho prvním mezinárodním úspěchem bylo vítězství ve vrhu koulí na mistrovství světa juniorů. Při svém startu na halovém šampionátu v kategorii dospělých v roce 1995 skončil pátý, v roce 1997 se stal v Paříži halovým mistrem světa. Na mistrovství Evropy v Budapešti v roce 1998 skončil mezi koulaři třetí. Bronzovou medaili rovněž vybojoval na halovém mistrovství světa v následující sezóně. V roce 2002 se stal mistrem Evropy ve vrhu koulí výkonem 21,37 m. Dvě bronzové medaile získal v sezóně 2003 – nejdříve na halovém mistrovství světa a poté v létě na světovém šampionátu pod širým nebem.
Celkem třikrát startoval na olympijských hrách – v roce 2000 v Sydney obsadil páté místo, v Pekingu v roce 2008 skončil šestý. V Athénách v roce 2004 sice dosáhl nejlepšího výkonu, kvůli dopingu mu však byla následně zlatá medaile odebrána. Jeho osobní rekord ve vrhu koulí 21,81 m pochází z roku 2003.